# 16e étape du Tour de France 2015
Pour un article plus général, voir Tour de France 2015.
La 16e étape du Tour de France 2015 s'est déroulée le lundi 20 juillet 2015 entre Bourg-de-Péage et Gap sur une distance de 201 kilomètres.

## Parcours
Juste avant la seconde journée de repos, la 16e étape du Tour de France 2015, qui relie Bourg-de-Péage à Gap, compte deux cols de 2e catégorie : le col de Cabre, qui s'élève à 1 180 m, est une montée de 9,1 km à 4,6 % et le col de Manse, à 1 268 m d'altitude, est une montée de 8,9 km à 5,6 %. Le sprint intermédiaire a lieu à Die, dans le département de la Drôme.

## Déroulement de la course

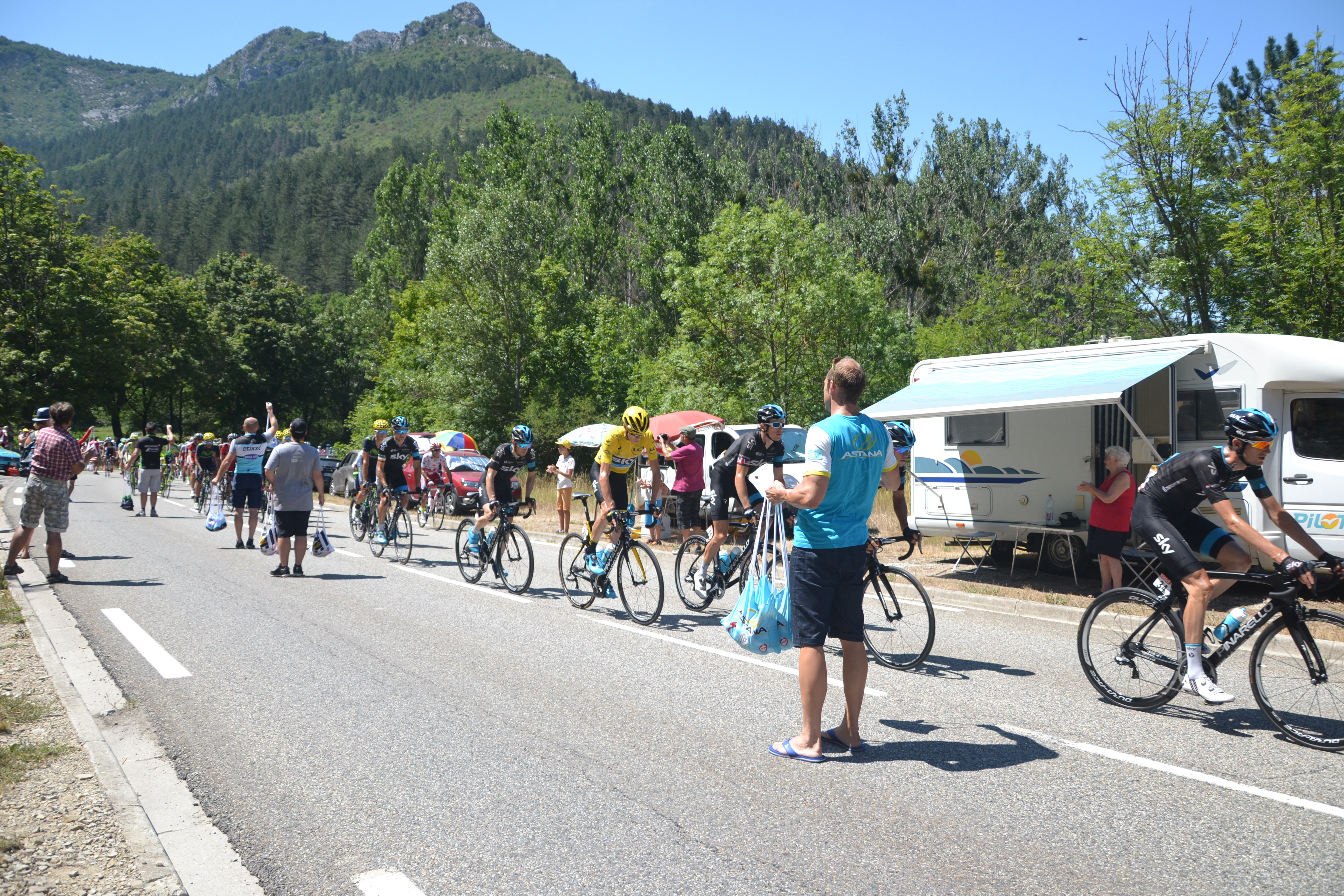
Peloton à la sortie du Luc-en-Diois, sur le site du Claps.

Dès le départ de la course, se forme une échappée qui se scinde en deux groupes au bout de 15 km. Le premier est formé d'Andriy Grivko, Christophe Riblon, Peter Sagan, Thomas De Gendt, Simon Geschke, Marco Haller, Bob Jungels, Nélson Oliveira, Rubén Plaza, Daniel Navarro, Pierrick Fedrigo  et Serge Pauwels. Le second est composé d'Imanol Erviti, Adam Hansen, Michał Golas, Matteo Trentin, Thomas Voeckler, Laurent Didier, Markel Irizar, Luis Ángel Maté, Jarlinson Pantano, Pierre-Luc Périchon, Edvald Boasson Hagen et Daniel Teklehaimanot. Le Français Tony Gallopin étant bien placé au classement général, l'équipe Sky mène le peloton, si bien qu'il s'est relevé dans ce début d'étape nerveuse. Le groupe de chasse opère la jonction au kilomètre 105 tandis que l'écart avec le peloton maillot jaune augmente à vue d’œil, atteignant 13 minutes au  col de Cabre. Après une échappée solitaire d'Adam Hansen rejoint par Marco Haller, les deux hommes sont repris lors de l'ascension des pentes du col de Manse. Ruben Plaza surprend ses 22 compagnons d'échappée en sortant à trois kilomètres du sommet et remporte sa première étape dans le tour de France, offrant à son équipe Lampre son premier succès sur le tour depuis l'édition de 2010. Dans ce qui reste du peloton maillot jaune relégué à plus de 18 minutes, Vincenzo Nibali effectue un baroud d'honneur et attaque à deux kilomètres du sommet. Il reprend 27 secondes à Chris Froome sur la ligne d'arrivée. Le classement général n'est pas bouleversé à l'issue de cette étape.

## Résultats

### Classement de l'étape
| Classement de la 16e étape | Classement de la 16e étape | Classement de la 16e étape | Classement de la 16e étape | Classement de la 16e étape |
|                            | Coureur                    | Pays                       | Équipe                     | Temps                      |
| -------------------------- | -------------------------- | -------------------------- | -------------------------- | -------------------------- |
| 1er                        | Rubén Plaza                | Espagne                    | Lampre-Merida              | en 4 h 30 min 10 s         |
| 2e                         | Peter Sagan                | Slovaquie                  | Tinkoff-Saxo               | + 30 s                     |
| 3e                         | Jarlinson Pantano          | Colombie                   | IAM                        | + 36 s                     |
| 4e                         | Simon Geschke              | Allemagne                  | Giant-Alpecin              | + 40 s                     |
| 5e                         | Bob Jungels                | Luxembourg                 | Trek Factory Racing        | m.t.                       |
| 6e                         | Christophe Riblon          | France                     | AG2R La Mondiale           | m.t.                       |
| 7e                         | Daniel Teklehaimanot       | Érythrée                   | MTN-Qhubeka                | + 53 s                     |
| 8e                         | Thomas De Gendt            | Belgique                   | Lotto-Soudal               | + 1 min 0 s                |
| 9e                         | Luis Ángel Maté Mardones   | Espagne                    | Cofidis                    | + 1 min 22 s               |
| 10e                        | Thomas Voeckler            | France                     | Europcar                   | m.t.                       |
| modifier                   |                            |                            |                            |                            |

### Points attribués
| Sprint intermédiaire Die (km 86,5) | Sprint intermédiaire Die (km 86,5) | Sprint intermédiaire Die (km 86,5) | Sprint intermédiaire Die (km 86,5) | Sprint intermédiaire Die (km 86,5) |
| ---------------------------------- | ---------------------------------- | ---------------------------------- | ---------------------------------- | ---------------------------------- |
|                                    | Coureur                            | Pays                               | Équipe                             | Point(s)                           |
| 1er                                | Peter Sagan                        | Slovaquie                          | Tinkoff-Saxo                       | 20                                 |
| 2e                                 | Thomas De Gendt                    | Belgique                           | Lotto-Soudal                       | 17                                 |
| 3e                                 | Bob Jungels                        | Luxembourg                         | Trek Factory Racing                | 15                                 |
| 4e                                 | Marco Haller                       | Autriche                           | Katusha                            | 13                                 |
| 5e                                 | Pierrick Fédrigo                   | France                             | Bretagne-Séché Environnement       | 11                                 |
| 6e                                 | Nélson Oliveira                    | Portugal                           | Lampre-Merida                      | 10                                 |
| 7e                                 | Daniel Navarro                     | Espagne                            | Cofidis                            | 9                                  |
| 8e                                 | Christophe Riblon                  | France                             | AG2R La Mondiale                   | 8                                  |
| 9e                                 | Simon Geschke                      | Allemagne                          | Giant-Alpecin                      | 7                                  |
| 10e                                | Serge Pauwels                      | Belgique                           | MTN-Qhubeka                        | 6                                  |
| 11e                                | Andriy Grivko                      | Ukraine                            | Astana                             | 5                                  |
| 12e                                | Rubén Plaza                        | Espagne                            | Lampre-Merida                      | 4                                  |
| 13e                                | Thomas Voeckler                    | France                             | Europcar                           | 3                                  |
| 14e                                | Adam Hansen                        | Australie                          | Lotto-Soudal                       | 2                                  |
| 15e                                | Michał Gołaś                       | Pologne                            | Etixx-Quick Step                   | 1                                  |
| modifier                           |                                    |                                    |                                    |                                    |

| Arrivée d'étape Gap (km 201) | Arrivée d'étape Gap (km 201) | Arrivée d'étape Gap (km 201) | Arrivée d'étape Gap (km 201) | Arrivée d'étape Gap (km 201) |
| ---------------------------- | ---------------------------- | ---------------------------- | ---------------------------- | ---------------------------- |
|                              | Coureur                      | Pays                         | Équipe                       | Point(s)                     |
| 1er                          | Rubén Plaza                  | Espagne                      | Lampre-Merida                | 30                           |
| 2e                           | Peter Sagan                  | Slovaquie                    | Tinkoff-Saxo                 | 25                           |
| 3e                           | Jarlinson Pantano            | Colombie                     | IAM                          | 22                           |
| 4e                           | Simon Geschke                | Allemagne                    | Giant-Alpecin                | 19                           |
| 5e                           | Bob Jungels                  | Luxembourg                   | Trek Factory Racing          | 17                           |
| 6e                           | Christophe Riblon            | France                       | AG2R La Mondiale             | 15                           |
| 7e                           | Daniel Teklehaimanot         | Érythrée                     | MTN-Qhubeka                  | 13                           |
| 8e                           | Thomas De Gendt              | Belgique                     | Lotto-Soudal                 | 11                           |
| 9e                           | Luis Ángel Maté Mardones     | Espagne                      | Cofidis                      | 9                            |
| 10e                          | Thomas Voeckler              | France                       | Europcar                     | 7                            |
| 11e                          | Pierrick Fédrigo             | France                       | Bretagne-Séché Environnement | 6                            |
| 12e                          | Andriy Grivko                | Ukraine                      | Astana                       | 5                            |
| 13e                          | Serge Pauwels                | Belgique                     | MTN-Qhubeka                  | 4                            |
| 14e                          | Michał Gołaś                 | Pologne                      | Etixx-Quick Step             | 3                            |
| 15e                          | Imanol Erviti                | Espagne                      | Movistar                     | 2                            |
| modifier                     |                              |                              |                              |                              |

| - Bonifications à l'arrivée \| \| Coureur \| Pays \| Équipe \| Bonifications \| \| - \| ----------------- \| --------- \| ------------- \| ------------- \| \| 1 \| Rubén Plaza \| Espagne \| Lampre-Merida \| 10 s \| \| 2 \| Peter Sagan \| Slovaquie \| Tinkoff-Saxo \| 6 s \| \| 3 \| Jarlinson Pantano \| Colombie \| IAM \| 4 s \| |                   |           |               |               |
| | Coureur           | Pays      | Équipe        | Bonifications |
| 1 | Rubén Plaza       | Espagne   | Lampre-Merida | 10 s          |
| 2 | Peter Sagan       | Slovaquie | Tinkoff-Saxo  | 6 s           |
| 3 | Jarlinson Pantano | Colombie  | IAM           | 4 s           |

### Cols et côtes
| Col de Cabre (km 130) 2e catégorie | Col de Cabre (km 130) 2e catégorie | Col de Cabre (km 130) 2e catégorie | Col de Cabre (km 130) 2e catégorie | Col de Cabre (km 130) 2e catégorie |
| ---------------------------------- | ---------------------------------- | ---------------------------------- | ---------------------------------- | ---------------------------------- |
|                                    | Coureur                            | Pays                               | Équipe                             | Point(s)                           |
| 1er                                | Serge Pauwels                      | Belgique                           | MTN-Qhubeka                        | 5                                  |
| 2e                                 | Thomas De Gendt                    | Belgique                           | Lotto-Soudal                       | 3                                  |
| 3e                                 | Edvald Boasson Hagen               | Norvège                            | MTN-Qhubeka                        | 2                                  |
| 4e                                 | Marco Haller                       | Autriche                           | Katusha                            | 1                                  |
| modifier                           |                                    |                                    |                                    |                                    |

| Col de Manse (km 189) 2e catégorie | Col de Manse (km 189) 2e catégorie | Col de Manse (km 189) 2e catégorie | Col de Manse (km 189) 2e catégorie | Col de Manse (km 189) 2e catégorie |
| ---------------------------------- | ---------------------------------- | ---------------------------------- | ---------------------------------- | ---------------------------------- |
|                                    | Coureur                            | Pays                               | Équipe                             | Point(s)                           |
| 1er                                | Rubén Plaza                        | Espagne                            | Lampre-Merida                      | 5                                  |
| 2e                                 | Peter Sagan                        | Slovaquie                          | Tinkoff-Saxo                       | 3                                  |
| 3e                                 | Simon Geschke                      | Allemagne                          | Giant-Alpecin                      | 2                                  |
| 4e                                 | Jarlinson Pantano                  | Colombie                           | IAM                                | 1                                  |
| modifier                           |                                    |                                    |                                    |                                    |

## Classements à l'issue de l'étape

### Classement général
| Classement général | Classement général | Classement général | Classement général  | Classement général  |
|                    | Coureur            | Pays               | Équipe              | Temps               |
| ------------------ | ------------------ | ------------------ | ------------------- | ------------------- |
| 1er                | Christopher Froome | Royaume-Uni        | Sky                 | en 64 h 47 min 16 s |
| 2e                 | Nairo Quintana     | Colombie           | Movistar            | + 3 min 10 s        |
| 3e                 | Tejay van Garderen | États-Unis         | BMC Racing          | + 3 min 32 s        |
| 4e                 | Alejandro Valverde | Espagne            | Movistar            | + 4 min 2 s         |
| 5e                 | Alberto Contador   | Espagne            | Tinkoff-Saxo        | + 4 min 23 s        |
| 6e                 | Geraint Thomas     | Royaume-Uni        | Sky                 | + 5 min 32 s        |
| 7e                 | Robert Gesink      | Pays-Bas           | Lotto NL-Jumbo      | + 6 min 23 s        |
| 8e                 | Vincenzo Nibali    | Italie             | Astana              | + 7 min 49 s        |
| 9e                 | Bauke Mollema      | Pays-Bas           | Trek Factory Racing | + 8 min 53 s        |
| 10e                | Warren Barguil     | France             | Giant-Alpecin       | + 11 min 3 s        |
| modifier           |                    |                    |                     |                     |

### Classement par points
| Classement par points | Classement par points | Classement par points | Classement par points | Classement par points |
| --------------------- | --------------------- | --------------------- | --------------------- | --------------------- |
|                       | Coureur               | Pays                  | Équipe                | Point(s)              |
| 1er                   | Peter Sagan           | Slovaquie             | Tinkoff-Saxo          | 405 points            |
| 2e                    | André Greipel         | Allemagne             | Lotto-Soudal          | 316 pts               |
| 3e                    | John Degenkolb        | Allemagne             | Giant-Alpecin         | 264 pts               |
| 4e                    | Mark Cavendish        | Royaume-Uni           | Etixx-Quick Step      | 192 pts               |
| 5e                    | Bryan Coquard         | France                | Europcar              | 122 pts               |
| 6e                    | Christopher Froome    | Royaume-Uni           | Sky                   | 109 pts               |
| 7e                    | Zdeněk Štybar         | Tchéquie              | Etixx-Quick Step      | 78 pts                |
| 8e                    | Alejandro Valverde    | Espagne               | Movistar              | 77 pts                |
| 9e                    | Tony Gallopin         | France                | Lotto-Soudal          | 76 pts                |
| 10e                   | Alexander Kristoff    | Norvège               | Katusha               | 70 pts                |
| modifier              |                       |                       |                       |                       |

### Classement du meilleur grimpeur
| Classement du meilleur grimpeur | Classement du meilleur grimpeur | Classement du meilleur grimpeur | Classement du meilleur grimpeur | Classement du meilleur grimpeur |
| ------------------------------- | ------------------------------- | ------------------------------- | ------------------------------- | ------------------------------- |
|                                 | Coureur                         | Pays                            | Équipe                          | Point(s)                        |
| 1er                             | Christopher Froome              | Royaume-Uni                     | Sky                             | 61 points                       |
| 2e                              | Joaquim Rodríguez               | Espagne                         | Katusha                         | 52 pts                          |
| 3e                              | Jakob Fuglsang                  | Danemark                        | Astana                          | 41 pts                          |
| 4e                              | Richie Porte                    | Australie                       | Sky                             | 40 pts                          |
| 5e                              | Romain Bardet                   | France                          | AG2R La Mondiale                | 38 pts                          |
| 6e                              | Serge Pauwels                   | Belgique                        | MTN-Qhubeka                     | 33 pts                          |
| 7e                              | Rafał Majka                     | Pologne                         | Tinkoff-Saxo                    | 32 pts                          |
| 8e                              | Nairo Quintana                  | Colombie                        | Movistar                        | 32 pts                          |
| 9e                              | Alejandro Valverde              | Espagne                         | Movistar                        | 32 pts                          |
| 10e                             | Robert Gesink                   | Pays-Bas                        | Lotto NL-Jumbo                  | 28 pts                          |
| modifier                        |                                 |                                 |                                 |                                 |

### Classement du meilleur jeune
| Classement général du meilleur jeune | Classement général du meilleur jeune | Classement général du meilleur jeune | Classement général du meilleur jeune | Classement général du meilleur jeune |
|                                      | Coureur                              | Pays                                 | Équipe                               | Temps                                |
| ------------------------------------ | ------------------------------------ | ------------------------------------ | ------------------------------------ | ------------------------------------ |
| 1er                                  | Nairo Quintana                       | Colombie                             | Movistar                             | en 64 h 50 min 26 s                  |
| 2e                                   | Warren Barguil                       | France                               | Giant-Alpecin                        | + 7 min 53 s                         |
| 3e                                   | Romain Bardet                        | France                               | AG2R La Mondiale                     | + 10 min 0 s                         |
| 4e                                   | Thibaut Pinot                        | France                               | FDJ                                  | + 28 min 44 s                        |
| 5e                                   | Peter Sagan                          | Slovaquie                            | Tinkoff-Saxo                         | + 44 min 36 s                        |
| modifier                             |                                      |                                      |                                      |                                      |

### Classement par équipes
| Classement par équipes | Classement par équipes | Classement par équipes | Classement par équipes |
|                        | Équipe                 | Pays                   | Temps                  |
| ---------------------- | ---------------------- | ---------------------- | ---------------------- |
| 1re                    | Movistar               | Espagne                | en 195 h 23 min 31 s   |
| 2e                     | MTN-Qhubeka            | Afrique du Sud         | + 20 min 50 s          |
| 3e                     | Tinkoff-Saxo           | Russie                 | + 29 min 36 s          |
| 4e                     | Sky                    | Royaume-Uni            | + 32 min 48 s          |
| 5e                     | Astana                 | Kazakhstan             | + 36 min 11 s          |
| modifier               |                        |                        |                        |

### Abandons
- Greg Van Avermaet (BMC Racing) : non-partant[3]